# 灌丛泡花树
灌丛泡花树（学名：Meliosma dumicola）为清风藤科泡花树属下的一个种。